# 로라 브래니건
로라 브래니건(Laura Branigan, 1952년 7월 3일 ~ 2004년 8월 26일)은 미국의 가수이다. 히트곡은 〈Gloria〉와 〈Power of Love〉 〈Self control〉 등이며, 특히 〈Gloria〉의 경우 1983년 빌보드 핫 100 차트에 최고 순위 2위를 기록하며 36주 동안 차트에 올라 있었다.